# Maxonalândia Central
A Maxonalândia Central (em inglês: Mashonaland Central), também grafada Mashonalândia Central ou Mashonaland Central, é uma província do Zimbábue. Sua capital é a cidade de Bindura.

## Distritos
- Bindura
- Guruve
- Mount Darwin
- Mazowe
- Centenary
- Rushinga
- Shamva